# Wally Wood
Wally Wood (* 17. Juni 1927 in Menahga, Minnesota als Wallace Allan Wood; † 2. November 1981 in Los Angeles, Kalifornien) war ein amerikanischer Comiczeichner, der hauptsächlich für seine Arbeiten für das MAD-Magazin und EC Comics berühmt war.

## Leben
Aufgewachsen an verschiedenen Orten in seiner Jugend, konnte sich Wallace früh für das Zeichnen begeistern. Sein Vater Max, ein Holzfäller, fand, dass Kunst keine Arbeit für Männer sei, doch dank der Unterstützung seiner Mutter Alma, die seine ersten kleineren Werke mit ihrer Nähmaschine zu kleinen Büchern zusammennähte, blieb er dem Zeichnen treu. 1944, nach der Trennung seiner Eltern und nachdem er erfolgreich die West High in Minneapolis abgeschlossen hatte, heuerte er bei der Handelsmarine an. Diese Arbeit brachte ihn erstmals an exotische Plätze der Welt wie beispielsweise die Philippinen oder Guam und sein Leben als Matrose spiegelte sich in den in seiner Freizeit entstandenen Comics wider. Nach seiner Entlassung aus der Handelsmarine meldete er sich freiwillig bei den Fallschirmjägern und wurde als Mitglied der 11. US-Luftlandedivision von Fort Benning ins besetzte Japan nach Hokkaidō versetzt. Nach dem Ende seiner Dienstzeit im Juli 1948 begann Wood eine Ausbildung an der Minneapolis School of Art, die er jedoch umgehend wieder abbrach, da sie nicht seinen Vorstellungen entsprach. Kurz darauf zog er mit seiner Mutter und seinem Bruder Glen nach New York City, wo er eine Anstellung als Hilfskraft in einem Bickford's-Restaurant fand. Das ständige Mitführen seines Portfolios war nicht von Erfolg gekrönt und alle Verleger lehnten Wood zunächst als Comiczeichner ab.
Seit 1950 war Wood mit der Künstlerin und Comic-Gestalterin Tatjana Weintraub verheiratet.

## Karriere als Zeichner
Erst 1949 bekam er eine Anstellung als Letterer und Hintergrundzeichner bei Will Eisners Zeitschrift The Spirit. Zur damaligen Zeit verdiente er 5 $ pro Seite. Ein weiteres Studium an der von Burne Hogarth 1947 gegründeten School of Visual Arts brach Wood schon nach einem Semester wieder ab. Doch Ende 1948 erschien mit The Tip Off Woman sein erstes alleiniges Werk in dem Fox Feature Syndicate-Comic Women Outlaws #4. Mit Harry Harrison, einem anderen Comiczeichner, der später ein berühmter Science-Fiction-Autor werden sollte, gründete Wood in Manhattan ein eigenes Studio. Ab 1949 verkauften sie ihre Werke an den Comicverlag EC Comics, darunter auch das in Eigenregie entstandene I Was Just a Playtime Cowgirl, das im April 1950 in der 11. Ausgabe der Serie Saddle Romances erschien. Im Büro seines Agenten Renaldo Epworth lernte Wood den Zeichner Joe Orlando kennen. Dieser, Harrison, Wood, Sid Check und Ed McLean bezogen gemeinsam ein neues Büro in der 64. Straße Ecke Columbus Avenue, dem heutigen Standort des Lincoln Center. Neben der Erstellung eigener Werke wurden auch weiterhin die Arbeiten anderer Künstler diskutiert. Dabei waren Zeichner wie Joe Kubert, Frank Frazetta und Milton Caniff stets Vorbilder, denen das junge Team nacheiferte. Die Leidenschaft lag für Wood und Harrison in Science Fiction und so überzeugten sie den Verleger William M. Gaines eine Science-Fiction-Comic-Serie herauszubringen, die später unter dem Namen Weird Science Fantasy unter Comicfans berühmt wurde. Aufgrund künstlerischer Differenzen gingen Harrison und Wood kurze Zeit später jedoch getrennte Wege.
Mit der 1967 geschaffenen Disney-Karikatur Disneyland Memorial Orgy sorgte er für Aufsehen.

### Die MAD-Zeit
Nachdem das Unternehmen Fox Feature Syndicate Anfang der 1950er Jahre bankrottging, blieb es Orlando und Wood um die 6.000 $ schuldig. Orlando unterbrach danach für kurze Zeit seine künstlerische Karriere, doch Wood arbeitete weiter. 1950/51 war Wood an jeder Ausgabe der EC Comics beteiligt und konnte in verschiedenen Genres, wie Horror (Vault of Horror), Science Fiction (Weird Science), Kriminal- (Crime SuspenStories) und Kriegsgeschichten (Two-Fisted Tales), Fuß fassen. 1952 starteten Harvey Kurtzman und William M. Gaines MAD. Wally Wood wurde engagiert, da er sehr geschickt darin war, den Zeichenstil anderer bekannter Zeichner zu imitieren. Diese Fähigkeiten waren ihm zu dieser Zeit sehr nützlich, da MAD zunächst eine Satire auf bereits bekannte Superhelden war. Diese Werke Woods gelten noch heute als Vorbild für viele Comiczeichner, wie zum Beispiel Skip Williamson, und machten ihn zu einer der ersten richtigen Berühmtheiten des Comic-Geschäfts. Sein Gehalt stieg auf über 200 $ pro Seite. Seit 1957 schuf Wood Illustrationen für die Galaxy-Science-Fiction-Magazine und wirkte in an allen Ausgaben des MAD-Magazins (seit 1955 eine Zeitschrift) bis 1964 mit. Doch nach einsetzendem Alkoholismus und einer Absage von MAD, die 1964 eine Arbeit Woods ablehnte, kündigte dieser. EC Comics war pleite und Wally Wood begann für Marvel Comics zu arbeiten, wo er unter anderem das rote Kostüm des Charakters Daredevil prägte. 1964 war Woody neben Jack Kirby und Steve Ditko der dritte Zeichner bei Marvel, dem von Stan Lee immer mehr Pflichten übertragen wurden, die auch das Schreiben der Comics umfasste. Zunächst froh über die zusätzliche kreative Aufgabe, stellte sich bald Resignation ein, da Stan Lee die Co-Autoren nicht als solche deklarierte, geschweige denn ihnen eine höhere Gage zahlte. Wood verließ Marvel schon 1965, Ditko folgte 1966 und drei Jahre später beendete auch Kirby seine Marvel-Laufbahn.

### Verlegertätigkeit
Mit T.H.U.N.D.E.R. Agents erschien zwischen 1965 und 1969 eine eigens von Wally Wood geschaffene Superhelden-Serie bei Tower Publishing. Alle Charaktere entstammten seiner Feder. Al Williamson und Reed Crandall, seine ehemaligen Kollegen von EC, beschäftigte er für die Umsetzung. Steve Ditko und Gil Kane steuerten auch Geschichten zur Serie bei. Noch während der Planung dieser Serie trat Dan Adkins mit dem Vorschlag an Wood heran, an seinem geplanten Magazin Outlet (später Et Cetera und schließlich Witzend) mitzuarbeiten. Wood, der nach dem unglücklichen Ende bei MAD seine Chance sah, sein eigener Verleger zu sein, sagte zu. So schuf er parallel zum Engagement bei Tower Publishing neue Charaktere für das Magazin, das das Urheberrecht bei den Autoren beließ, eine Praxis, die zur damaligen Zeit unüblich war. Die Erstausgabe von Witzend erschien 1966, doch nach mäßigen Verkaufszahlen trat Wood das Amt des Verlegers nach der vierten Ausgabe an Bob Pearson ab. Doch seine Werke erschienen weiter, MAD-Klassiker wurden neu aufgelegt und bis 1967 hatte er 160 Illustrationen für die Galaxy-Magazine geschaffen.

### 1970er Jahre
Für ein einjähriges Intermezzo kehrte Wood 1969 zu Marvel zurück, wo er vier Ausgaben von Astonishing Tales, einer Serie mit der Hauptfigur Doctor Doom, zeichnete. Doch das schlechte Verhältnis zu Stan Lee veranlasste ihn, 1970 Marvel erneut zu verlassen. Er hatte viele kleinere Engagements meist als Inker, beispielsweise für Ausgaben von Wonder Woman, Green Lantern oder auch Vampirella. Doch die Krise der Comicbranche Mitte der 1970er Jahre spiegelte sich in einfacheren Manuskripten wider. Wood, der ein Team von Assistenten hatte, musste, um dem Veröffentlichungsdruck gerecht zu werden, seinen Stil „vereinheitlichen“, damit die Illustrationen seiner Assistenten den seinen glichen. Auch privat hatte Wood viele Probleme. Die Scheidung von seiner Frau Tatjana im Jahr 1969 veranlasste ihn, erneut zu trinken. Das in Kombination mit durchgemachten Nächten am Zeichentisch und starkem Rauchen, schadete seiner Gesundheit. Seine zweite Ehe, die er mit seiner Psychiaterin einging, hielt nur drei Jahre und auch eine dritte Ehe ging schnell in die Brüche. Seine Frustration spiegelte sich in seinen Comics wider, die jetzt, Mitte der 1970er Jahre, meist sexuellen Charakters waren und in Männermagazinen wie Playboy, Gent und dem extremeren Screw Magazine erschienen. Die Geschichten waren gemäßigten Humors und wirkten uninspirierter als die älteren Comics aus Woods Feder. Mit dieser Art von Beschäftigung und Engagements als Inker über Werke von Ric Estrada und Keith Giffen, die die eigentlichen „Helden“ der Comicszene waren, sah sich Wally einem rapiden Abstieg gegenübergestellt. 1976 gründete er sein eigenes Unternehmen Woodwork, um unabhängig von allen Verlegern zu sein und veröffentlichte Sally Forth und Cannon in Eigenregie; ebenso seinen Newsletter The Woodwork Gazette. Geplant waren Filme, Prosaerzählungen, Hardcover-Ausgaben seiner gesammelten Werke, an denen er die Rechte hielt und weitere Veröffentlichungen.

## Krankheit und Tod
Doch in der fünften Ausgabe seiner Gazette schrieb er, dass er aufgebe. Nach mehreren Schlaganfällen war er auf dem linken Auge erblindet und konnte seine linke Hand kaum noch bewegen. Außerdem versagten seine Nieren, eine Tatsache, die mit seinem ungesunden Lebensstil als Raucher und Trinker im Zusammenhang stand. Seine Karriere war de facto zu Ende und Wood, der stets nach Freiheit und Unabhängigkeit in seiner Arbeit strebte, war auf die Hilfe seiner Mitmenschen angewiesen. Am 31. Oktober 1981 wurde er das letzte Mal lebendig gesehen. Wally Wood erschoss sich mit einer Pistole, Kaliber .44. Seine Leiche wurde am 3. November gefunden, doch sein Sterbedatum wird auf den 2. November 1981 datiert.

## Preise und Auszeichnungen
- 1957: Comic Books Award der National Cartoonists Society (NCS)
- 1959: Comic Books Award der National Cartoonists Society (NCS)
- 1965: Comic Books Award der National Cartoonists Society (NCS)
- 1965: Alley Award in der Kategorie Best Pencil Artist
- 1966: Alley Award in der Kategorie Best Inking Work
- 1978: Best Foreign Cartoonist Award beim Festival International de la Bande Dessinée d’Angoulême
- 1989: Harvey Award: Aufnahme in die Jack Kirby Hall of Fame
- 1992: Eisner Award: Aufnahme in die Hall of Fame